# Quintenbreite
Die Quintenbreite (QB) gibt an, wie weit die einzelnen Töne von Tongruppen im Quintenzirkel voneinander entfernt sind. Sie bringt Aufschluss über das Hörempfinden von Klängen. Außerdem dient sie zur Klärung der tonalen Verwandtschaft von Tongruppen und Tonarten.
Jeder Ton eines temperierten und diatonischen Tonvorrats wird seiner Position im Quintenzirkel zugeordnet. Zählt man nun die Schritte von Quinte zu Quinte zwischen der tiefsten und der höchsten Position, ergibt sich daraus die Größe der Quintenbreite. Dieses Prinzip lässt sich auf Tonleitern, Akkorde, Intervalle etc. anwenden.

## Beispiele
Die Tonleiter von C-Dur lässt sich auch als Quintschichtung schreiben: F-C-G-D-A-E-H. Die Quintenbreite beträgt somit 6 QB.
Die Töne des Akkords C-E-G befinden sich im Quintzirkel an den Stellen C-G-D-A-E. Hier beträgt die Quintenbreite 4 QB.
Das Intervall der großen Sexte (z. B. C-A) besitzt eine Quintenbreite von 3 QB (C-G-D-A), eine kleine Sexte (z. B. C-As) besitzt eine Quintenbreite von 4 QB (As-Es-B-F-C)

## Auswirkungen auf das Hörempfinden
Die Quintenbreite hat Auswirkungen auf das Klangbild. Sind die Töne im Quintenzirkel nah zusammen (geringe QB), so wirkt das Ergebnis flach, sind die Töne dagegen weiter voneinander entfernt (große QB), bietet sich ein sperriges Klangbild. Beispielsweise wird ein verminderter Dreiklang (6 QB) angenehmer empfunden als ein übermäßiger Dreiklang (8 QB).